# Autoretrat (Leonardo)
Aquest Autoretrat és un dels dibuixos més coneguts del pintor italià Leonardo da Vinci. Va ser pintat al voltant de l'any 1513 i es troba a la Biblioteca Reial de Torí. Està realitzat en guix vermell i fa 33 centímetres d'alt i 21,6 cm d'amplada.

## Descripció de l'obra
Leonardo realitzava tots els dibuixos i també els esbossos tenint cura de cada detall. Si s'observa atentament el dibuix, s'hi veu que cada cabell, cada pèl de la barba, està realitzat amb enorme precisió, encara que el rostre no estigui acabat; falta, de fet, la part superior del front i part de la barba, però produeix la impressió de veure's.
Aquest Autoretrat, més que ser fidel com una fotografia, és una interpretació que Leonardo dona al seu propi rostre, jugant sobre la base de jocs de llum i sensacions.
Aquest dibuix té una història realment sorprenent: a la mort de Leonardo, va caure en mans de Francesco Melzi, el seu fidel col·laborador, que n'havia heretat tots els manuscrits i dibuixos, i a la mort d'aquest últim, tota la col·lecció es va dispersar entre els fills de Melzi, i aquest retrat va ser cedit, venut, etc., i no se'n va saber més. Va reaparèixer a començaments del segle xix a Milà. La confirmació ve pel fet que havia estat copiat i reproduït en un llibre, i desapareix novament fins al 1840, quan un col·leccionista que l'havia comprat, potser a Anglaterra o a França, el va vendre a Carles Albert I de Sardenya, al costat de dibuixos d'altres grans artistes com Rafael Sanzio i Miquel Àngel. Des d'aleshores, roman a la Biblioteca Reial de Torí.